# London Weekend Television
London Weekend Television, LWT, är ett brittiskt tv-företag och ett av ITV-företagen för Londonregionen och sänder mellan 17:15 på fredagar till 5:59 på måndagar.
Företaget tog över efter Associated Television Network den 2 augusti 1968 (ATV började istället sända hela veckan i Midlandsregionen). ATV:s licens hade bara gällt för lördagar och söndagar, LWT:s licens gällde även fredagkvällar från klockan 19.00. Klockan 18.59 lämnade Thames Television över sändningarna till LWT. På 1980-talet utökades LWT:s sändningar på bekostnad av Thames on man inledde sina sändningar redan 17:15 på fredagarna. När Carlton Television tog över efter att Thames förlorat sin licens 1993 försvann överlämningen till viss del i och med att de båda sände från samma byggnad.
1994 köptes LWT av Granada Group plc som sedan slutet av januari 2004 är en del av ITV plc.
I oktober 2002 användes LWT för sista gången som namn på tv-kanalen. Följande fredag hade LWT, tillsammans med de flesta andra ITV-kanaler bytt identitet på tv-skärmen till ITV1 (eller ITV1 London för regionala program).
LWT producerade länge inget riktigt nyhetsprogram. Fram till 1988 bestod LWT:s nyhetstjänst i att programpresentatören läste upp telegram, utan förinspelade inslag och prompters. Fredagsnyheterna gjordes av konkurrenten av Thames Television. Först 1988 startade LWT News, det första nyhetsprogrammet. I och med att Thames förlorade sin licens startade LWT London News Network (LNN) tillsammans med Carlton för att producera nyheter för båda företagen. LNN:s sändningar upphörde den 29 februari 2004 då man lät ITN producera lokalnyheterna för London.